# Malthodes abkhasicus
Malthodes abkhasicus es una especie de coleóptero de la familia Cantharidae.

## Distribución geográfica
Habita en Georgia (Asia).